# حنش سميثي
حنش سميثي (الاسم العلمي:Coluber smithi) (بالإنجليزية: Smith's racer)‏ هو نوع من الزواحف يتبع جنس الحنش من فصيلة الأحناش.